# Che – Revolución
Che – Revolución (englischer Titel: Che – Part One: The Argentine) ist eine US-amerikanisch-französisch-spanische Filmbiografie aus dem Jahr 2008. Regie führte Steven Soderbergh, das Drehbuch schrieb Peter Buchman.

## Handlung
Der Argentinier Ernesto „Che“ Guevara trifft in Mexico 1956 auf den Revolutionär Fidel Castro. Gemeinsam mit einigen Genossen reisen sie im November 1956 nach Kuba. Der Argentinier wird zum Comandante, dem Befehlshaber einer Einheit der Guerillakämpfer. Nach einem etwa zweijährigen Kampf übernehmen die Revolutionäre die Macht. Der erste Teil dieser Biografieverfilmung endet mit dem für die Guerilleros bedeutenden Sieg in Santa Clara, der bisherige Machthaber Fulgencio Batista hat sich abgesetzt und der Weg nach Havanna ist frei.
Im ersten Teil von „Che“ lassen sich mindestens drei Handlungsstränge unterscheiden:
1. 1956 – das konspirative Zusammentreffen zwischen Guevara und Castro in Mexiko sowie Guevaras Entschluss, an der Revolution teilzunehmen.
2. 1956–59 – der Guerillakampf und die Eroberung Kubas, der die Haupthandlung des Films darstellt.
3. 1964 – Che Guevaras Rede in den USA vor den UN in New York.

Die Schnitte sind unaufgeregt, der Fokus liegt auf der Darstellung der historischen Abläufe, besonders auf der Entstehung der Symbolfigur des „Che“, wie er im Film zuerst von einer New Yorker Journalistin bezeichnet wird.

## Hintergrund
Der Film wurde in Campeche in Mexiko, in Puerto Rico und in Madrid gedreht. Weiterhin enthält er Originalaufnahmen, die bei den Vereinten Nationen in New York City aufgezeichnet wurden. Die Dreharbeiten erfolgten im Juli und August 2007 an 39 Drehtagen. Die Produktionskosten des Films betrugen schätzungsweise 30 Millionen US-Dollar. In den USA spielte der Film über 1,7 Millionen US-Dollar ein.
Die Weltpremiere fand am 21. Mai 2008 auf den Internationalen Filmfestspielen von Cannes 2008 statt, an denen der Film als Wettbewerbsbeitrag teilnahm. Der Film wurde gemeinsam mit dem zweiten Teil Guerrilla von Steven Soderbergh, der die späteren Jahre im Leben von Ernesto Che Guevara zeigt, als über vierstündiger Film unter dem Titel Che aufgeführt. Es folgten diverse Vorführungen bei internationalen Filmfestivals, darunter am 1. Mai 2009 bei der Viennale. In Spanien war der Film ab dem 5. September 2008 zu sehen. In Argentinien, dem Geburtsland Che Guevaras, lief der Film am 13. November 2008 an. Die eingeschränkte Filmvorführung in den USA begann am 12. Dezember 2008, ab dem 24. Januar 2009 war er uneingeschränkt in den US-amerikanischen Kinos zu sehen. Am 11. Juni 2009 erfolgte der Kinostart in Deutschland und in Österreich einen Tag später.
Benicio del Toro war zwar erste Wahl für die Hauptrolle des Films, doch es wurde in Erwägung gezogen, die Hauptrolle an Val Kilmer zu vergeben, für den Fall, dass Benicio del Toro nicht für die Dreharbeiten zur Verfügung stehen würde. Zur Vorbereitung auf seine Rolle beschäftigte sich Benicio del Toro sieben Jahre lang mit dem Leben Che Guevaras. Er wählte Ryan Gosling aus, Benigno „Beni“ Ramírez zu spielen. Gosling traf sich zur Vorbereitung auf seine Rolle mit der historischen Person Ramírez und lernte etwas Spanisch. Aufgrund von Verzögerungen während der Vorproduktion, musste Gosling das Filmprojekt verlassen, woraufhin seine Rolle an Armando Riesco vergeben wurde. Jsu García, der im Film die Rolle des Jorge Sotús spielt, war als Che Guevara im Film The Lost City zu sehen.
Ursprünglich arbeitete Terrence Malick an einem Drehbuch, das sich ausschließlich mit Che Guevaras Versuchen, eine Revolution in Bolivien zu beginnen, beschäftigte. Als dieses Projekt jedoch keine finanzielle Unterstützung erhielt, gab Malick das Projekt auf und fand in Steven Soderbergh einen Regisseur, der die Umsetzung des Drehbuchs im zweiten Teil des Filmprojekts übernahm, die Che – Guerrilla.
Der Film ist eine Hommage an den marxistischen Begriff der Dialektik, der den Aufstieg durch zwei gegensätzliche Ideen umfasst. So entstand der Film mit der Einteilung in zwei Hälften, mit zwei Tempi, zwei Farbschemata, zwei Bildformaten und zwei Ansätze bezüglich der Chronologie. Jede Hälfte konzentriert sich auf eine andere Revolution, die sich zwar grundsätzlich in der Theorie gleicht, jedoch in ihrem Ergebnis gänzlich unterschiedlich ausfällt.
Che – Revolución war der erste abendfüllende Film, der mit der Red One Camera gedreht wurde.

## Synchronisation
Die deutsche Synchronbearbeitung entstand bei Christa Kistner Synchronproduktion in Potsdam. Das Dialogbuch verfasste Erik Paulsen, der zugleich die Synchronregie führte.
| Darsteller              | Deutscher Sprecher | Rolle                             |
| ----------------------- | ------------------ | --------------------------------- |
| Benicio del Toro        | Wolfgang Wagner    | Ernesto „Che“ Guevara de la Serna |
| Catalina Sandino Moreno | Manja Doering      | Aleida March                      |
| Santiago Cabrera        | Sebastian Schulz   | Camilo Cienfuegos                 |
| Euriamis Losada         | Roland Wolf        | Carlos                            |
| Demián Bichir           | Uwe Büschken       | Fidel Castro                      |
| Joe Urla                | Peter Flechtner    | Nicaragua Botschafter             |
| Rodrigo Santoro         | Gerrit Schmidt-Foß | Raúl Castro                       |

## Filmmusik
Der Film kommt weitgehend ohne Filmmusik aus. Dennoch wurde Alberto Iglesias bei Filmfestivals mehrfach für den Soundtrack nominiert.
Am 22. November 2008 veröffentlichte Varese Sarabande den Soundtrack zum Film Che – Revolución sowie dessen Fortsetzung Che – Guerrilla, der 21 Musiktitel enthält. Dieser sei nach Wertung der Redaktion der Computer Bild sowohl „sehr gelungen“ als auch „überzeugend“.

## Kritiken
Jeffrey Wells lobte in der Huffington Post vom 29. April 2008 die Drehbücher beider Filme über Che Guevara, Che – Revolución und Che – Guerrilla, als „verdammt gut“. Sie würden den Revolutionär als „Lawrence von Lateinamerika“ darstellen. Der Charakter Guevaras sei in Revolución komplexer, während er in Guerilla streng und dogmatisch wirke. Im ersten beider Filme leide er unter Asthma und mache Fehler, aus denen er jedoch lerne.
Wolfgang Höbel schrieb in der Zeitschrift Der Spiegel vom 22. Mai 2008, beide Filme über Che Guevara seien „aufdringlich undramatisch“. Benicio del Toro gleiche sich „mit maximalem schauspielerischen Eifer dem historischen Vorbild“ an, sein Spiel wirke jedoch in Che – Revolución wie „eine Fototapete“. Der Regisseur lasse die menschliche Seite des Revolutionärs aus.

„Wer eine geschichtsgetreue oder kritische Auseinandersetzung mit der Ikone Che erwartet, wird bei diesen Filmen allerdings enttäuscht. Soderberghs Che-Filme sind vor allem eins – Actionfilme. Als solche sind sie jedoch gelungen.“

## Auszeichnungen
Der Film nahm an den Internationalen Filmfestspielen von Cannes 2008 teil, wo Regisseur Stephen Soderbergh erfolglos um die Goldene Palme konkurrierte. Für seine Leistung als Che Guevara erhielt Hauptdarsteller Benicio del Toro in Cannes den Darstellerpreis. Im Folgejahr wurde Benicio del Toro in Spanien bei den Cinema Writers Circle Awards als bester Hauptdarsteller nominiert, während Alberto Iglesias eine Nominierung für die beste Filmmusik sowie Peter Buchman für das beste adaptierte Drehbuch erhielt. Ebenfalls 2009 wurde Benicio del Toro mit dem Goya Award als bester Hauptdarsteller ausgezeichnet, während Antxón Gómez in der Kategorie Best Production Design geehrt wurde. Bei dieser Veranstaltung erhielt Alberto Iglesias eine Nominierung für die beste Filmmusik, Peter Buchman wurde für das beste adaptierte Drehbuch und Cristina Zumárraga in der Kategorie Best Production Supervision nominiert. Bei den Online Film Critics Society Awards erhielt Benicio del Toro eine Nominierung als bester Hauptdarsteller und Steven Soderbergh wurde für die beste Filmproduktion nominiert.

## Fortsetzung
Der zweite Teil Che – Guerrilla erschien ebenfalls 2008.